# Tivodrassus ethophor
Tivodrassus ethophor är en spindelart som beskrevs av Chamberlin och Ivie 1936. Tivodrassus ethophor ingår i släktet Tivodrassus och familjen Prodidomidae. Inga underarter finns listade i Catalogue of Life.